# Brus Laguna
Brus Laguna est une municipalité du Honduras, située dans le département de Gracias a Dios. Elle est fondée en 1811.

## Crédit d'auteurs
- (en) Cet article est partiellement ou en totalité issu de l’article de Wikipédia en anglais intitulé « Brus Laguna » (voir la liste des auteurs).